# Fairey Firefly
Fairey Firefly var ett hangarfartygsbaserat stridsflygplan som användes av Storbritannien under senare hälften av andra världskriget samt under Koreakriget och Malayakrisen. Firefly ersatte det äldre flygplanet Fairey Fulmar.

## Utveckling

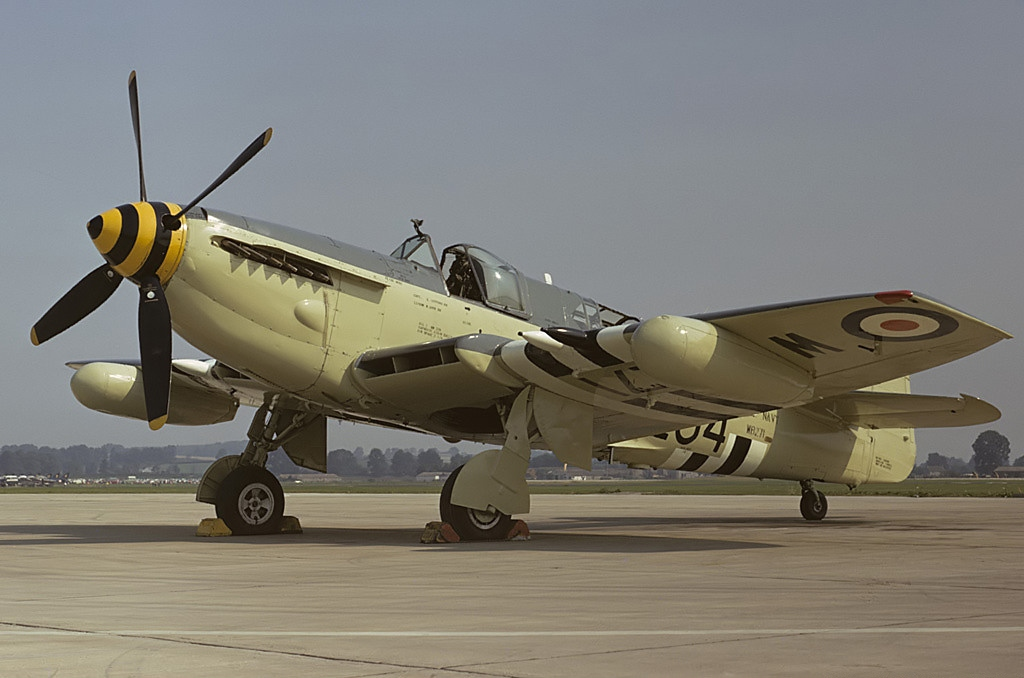
På senare modeller av Firefly flyttades kylaren från under nosen till vingarnas framkant.

År 1938 utfärdade Amiralitetet en specifikation på ett snabbare och tyngre beväpnat flygplan än Fairey Fulmar som trots att det knappt ens lämnat ritbordet började anses som omodern. Fairey svarade med två konstruktioner, en med Rolls-Royce Griffon-motor och en något större med en Napier Sabre-motor. I juni 1940 beställde Amiralitetet 200 av den förstnämnda direkt från ritbordet varav de tre första skulle vara prototyper. Den första prototypen genomförde sin jungfruflygning 22 december 1941. Trots att den var nästan 2 ton tyngre än Fulmar så var den snabbare tack vare bättre aerodynamik och kraftigare motor. Flygplanet utvärderades vid Boscombe Down under 1942 och började levereras i mars 1943. En mängd problem uppdagades som gjorde att Firefly inte kunde tas i tjänst förrän i oktober 1943.
Redan under andra världskriget var Firefly för tung och för långsam för att ta upp kampen med ensitsiga jaktflygplan som Focke-Wulf Fw 190 och Mitsubishi A6M Zero. Men den hade utmärkt räckvidd och tack vare en stark motor kunde den hålla ganska hög fart även med last. Efter kriget slutade man att använda Firefly som jaktflygplan och de modifierades för att i stället axla rollerna som attack-, spanings- och ubåtsjaktflygplan.

## Användning

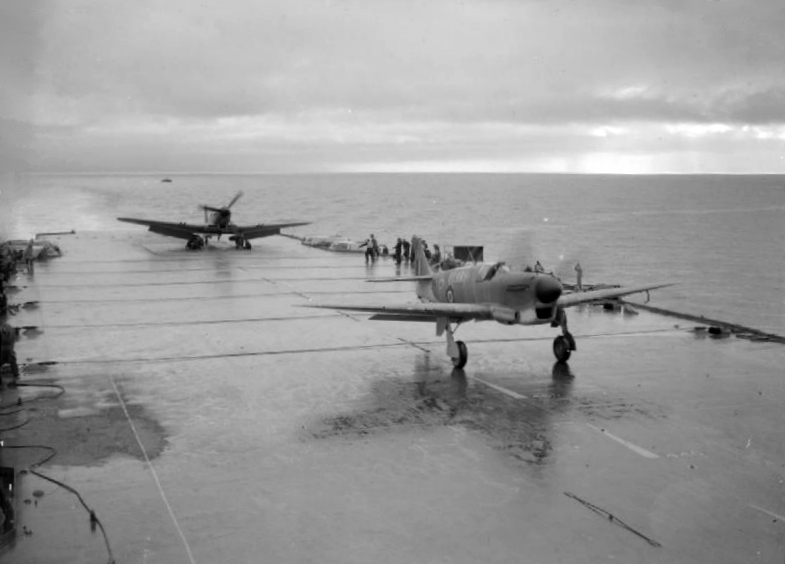
En Firefly startar från hangarfartyget i februari 1943.

Ett av de första uppdragen som utfördes av Fireflies var anfallen mot det tyska slagskeppet Tirpitz i juli och augusti 1944 (operation Mascot och operation Goodwood). Fireflies från HMS Indefatigable fortsatte att anfalla mål längs den norska kusten fram till slutet av september då fartyget förflyttades till Stilla havet. I januari 1945 utförde Fireflies sina första uppdrag i Stilla havet genom att anfalla japanska mål på Sumatra och i mars förstörde de flygfältet och flera flygplan på marken på Sakishimaöarna. I mars anlände ytterligare en division Fireflies till Australien för att förstärka den brittiska flygstyrkan i fjärran östern. De sattes in i anfallet mot hamnen i Chilung på Taiwan i april. I juni sattes de in mot Truk i Karolinerna och i juli mot det japanska fastlandet. Det sista anfallet genomfördes mot flygfältet i Kizarazu 15 augusti. Direkt efter krigsslutet användes de för att spana efter krigsfångeläger och släppa ner förnödenheter till fångarna. I september drogs divisionerna tillbaka till Australien där de avrustades.
I samband med att brittiska Palestinamandatet upphörde i maj 1948 patrullerade Fireflies baserade på HMS Ocean och HMS Triumph området för att skydda det brittiska tillbakadragandet. Strax efter att Storbritannien lämnat Palestina utbröt 1948 års arabisk-israeliska krig.
När Koreakriget bröt ut i juni 1950 hade HMS Triumph precis lämnat Japan och var på väg tillbaka till Storbritannien. I stället för att återvända hem fick hon order att ansluta sig till de amerikanska styrkorna vid Okinawa. Det första anfallet i Korea skedde 3 juli när Fireflies och Seafires anföll flygfältet i Haeju. Det ökade hotet från fientligt jaktflyg gjorde att Fireflies därefter huvudsakligen opererade till havs för att upprätthålla FN:s blockad och för att spana efter ubåtar. De deltog dock tillsammans med de Seafires som fanns kvar i luftskyddet av landstigningen vid Inchon. När HMS Triumph avlöstes av HMS Theseus i oktober ersattes Seafires med nya Sea Furies. Med dessa som eskort kunde Fireflies återigen sättas in i anfall mot markmål i Korea, något som FN-trupperna var i desperat behov av sedan Kina ingripit i Kriget och pressat tillbaka frontlinjen till Pusan. Även Australien använde Fireflies i Koreakriget från HMAS Sydney.
Samtidigt som Storbritannien deltog i Koreakriget bekämpade man även kommunistisk gerilla i Brittiska Malaya under Malayakrisen. Flyganfall mot gerillan genomfördes av Fireflies från hangarfartyg på väg till och från Korea eller från Singapore.

## Varianter
- F.I – Jaktflygplan med motorn Griffon IIB. 429 byggda.
- FR.I – Jakt- och spaningsflygplan med ASH-radar. 376 byggda.
- NF.II – Nattjaktflygplan med AI-radar. 37 byggda.
- T.1 – Obeväpnat skolflygplan med dubbelkommando.
- T.2 – Beväpnat skolflygplan med dubbelkommando.
- T.3 – Skolflygplan för utbildning i ubåtsjakt.
- TT.1 – Målbogserare.
- FR.4 – Jakt- och spaningsflygplan med motorn Griffon 74.
- NF.5 – Nattjaktflygplan med samma motor som FR.4.
- T.5 – Skolflygplan ombyggda från NF.5.
- AS.5 – Ubåtsjaktflygplan med sonarbojar och sjunkbomber.
- AS.6 – Förbättrad ubåtsjaktversion utan automatkanoner.
- AS.7 – Ubåtsjaktflygplan med motorn Griffon 59 med enstegskompressor.
- U.8 – Obemannat målflygplan. 37 ombyggda från AS.7.
- U.9 – Obemannat målflygplan. 40 ombyggda från AS.5.

## Användare
- Australiens flotta
- Danmarks flygvapen (endast målbogserare)
- Etiopiens flygvapen
- Indiens flotta (endast målbogserare)
- Kanadas flotta
- Nederländernas flotta
- Svensk Flygtjänst (endast målbogserare)
- Thailands flygvapen